# Tea Donguzasjvili
Tea Donguzasjvili, född den 4 juni 1976 i Tbilisi, Georgiska SSR, Sovjetunionen, är en rysk judoutövare.
Hon tog OS-brons i damernas tungvikt i samband med de olympiska judotävlingarna 2004 i Aten.